# Кавалер кінг чарльз спанієль
Кавалер кінг чарльз спанієль (англ. The Cavalier King Charles Spaniel) — британська порода іграшкових собак типу спанієль. Існують чотири забарвлення кавалерів: бленгейм (каштановий з білим), триколірний (чорний/білий/підпалий), чорно-підпалий і рубіновий; шерсть гладка і шовковиста. Тривалість життя зазвичай становить від десяти до тринадцяти років.
Кавалер Кінг Чарльз різко змінився наприкінці сімнадцятого століття, коли його схрестили з плоскомордими породами. До 1920-х років він мав ту ж історію, що й менший кінг чарльз спанієль. Селекціонери намагалися відтворити те, що вони вважали оригінальною конфігурацією — собаку, схожу на спанієля Карла II часів громадянської війни в Англії, коли прихильників короля називали кавалерами.

## Історія
На початку 18 століття Джон Черчилль, перший герцог Мальборо, тримав червоно-білих спанієлів типу кінг чарльз для полювання. Герцог записав, що вони могли не відставати від коня, який бігав риссю. Маєток Джона Черчилля був названий Бленгеймом на честь перемоги в битві при Бленгеймі. Через цей вплив червоно-білий різновид кінг чарльз спанієля і, таким чином, кавалер кінг чарльз спанієлі стали відомі як бленгейми.

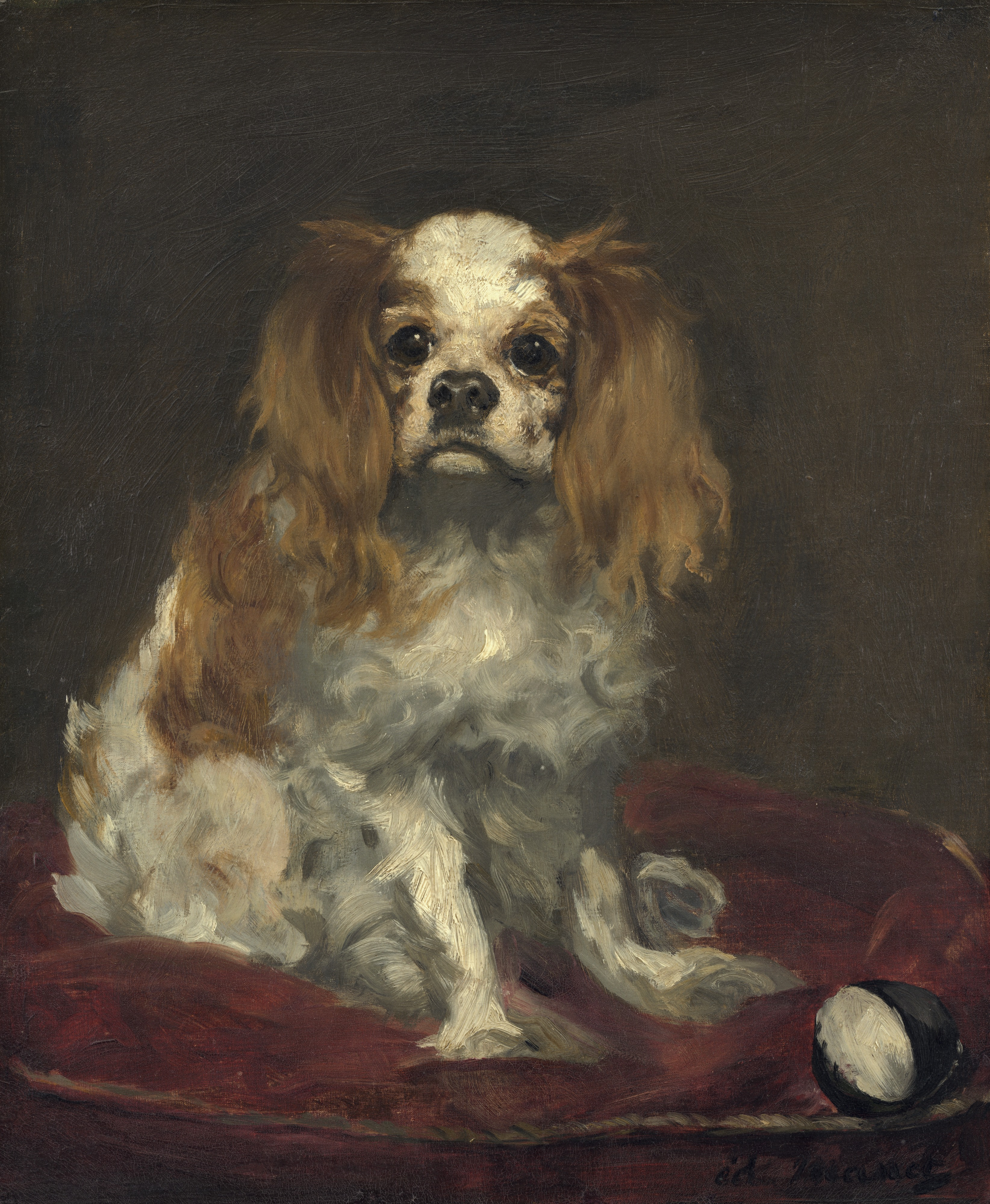
Кінг чарльз спанієль із забарвленням "бленгейм"

Спроби відтворити оригінального представника породи були зроблені ще на початку 20-го століття з використанням нині вимерлих той-траулер спанієлів. Ці спроби були задокументовані Джудіт Блант-Літтон, баронесою Вентворту, у книзі «Іграшкові собаки та їхні предки, включно з історією та управлінням той-спанієлями, пекінесами, японцями та померанами», опублікованій під назвою «Шановна місис Невілл Літтон» у 1911 році.

### Розбіжність з кінг чарльз спанієлем
1926 року американець Розуелл Елдрідж запропонував виставкову нагороду в 25 фунтів стерлінгів сріблом для кожного класу, для тих собаківників, які зможуть вивести самця та самку «бленгеймських спанієлів старого типу, як показано на картинах часів Англії Карла II — з довгим обличчям, плоским черепом, а не куполоподібним, з плямою в центрі черепа». Елдрідж помер, не побачивши, як його план реалізується, але кілька заводчиків повірили в його слова, і в 1928 році був створений перший клуб кавалерів. Перший стандарт породи був створений на основі собаки на прізвисько «Син Енн» (англ. Ann's Son), власницею якого була Мостін Вокер, і The Kennel Club (кінологічний клуб Великої Британії) визнав різновид як «Кінг чарльз спанієль, кавалерський тип».

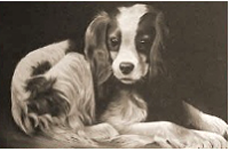
«Син Енн» (Ann's Son)

Друга світова війна призвела до різкого занепаду новонародженої породи, причому переважна більшість племінного поголів'я була знищена через лихоліття воєнного часу та нестачу їжі. Наприклад, у розпліднику Ttiweh Cavalier у 1940-х роках популяція кінг чарльзів з 60 собак скоротилася до трьох. Після війни декілька собак вижило, що й стало новим початком, від якого походять усі сучасні кавалери. А в 1945 році The Kennel Club вперше визнав породу як кавалер кінг чарльз спанієль.
Перший зареєстрований кавалер, який мешкав у США, був привезений зі Сполученого Королівства в 1956 році В. Лайоном Брауном, який разом з Елізабет Сполдінг та іншими ентузіастами заснував Cavalier King Charles Club USA (ACKCSC), який продовжує діяти й досі. 1994 року група заводчиків створила клуб американських кавалер кінг чарльз спанієлів, щоб подати заявку на визнання Американського кінологічного клубу. Останній визнав породу в 1995 році, і ACKCSC став головним клубом для кавалерів. З 2000 року кавалер кінг чарльз спанієлі стали популярними в США і займають 15-те місце серед найпопулярніших чистопородних тварин у Сполучених Штатах.

### Міська легенда

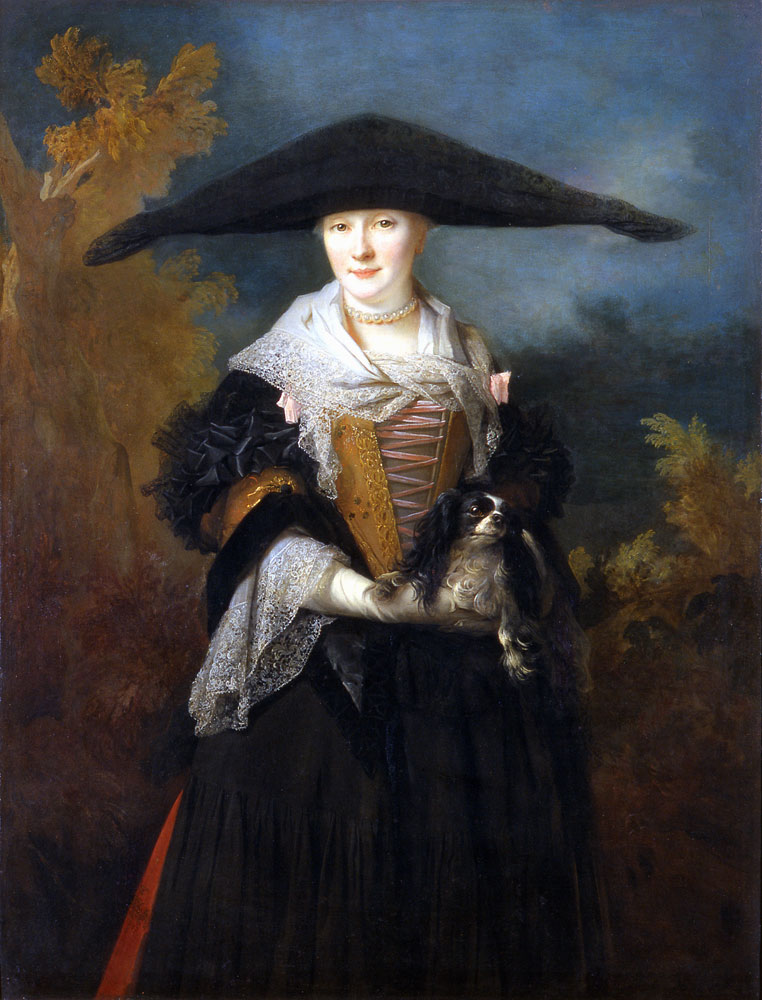
Ла белль Страсбурзька тримає довгоносого кінг чарльз спанієля

Міська легенда стверджує, що Карл II видав спеціальний указ, який надавав королівським спанієлям дозвіл входити в будь-які заклади Великої Британії, що стояв вище правила закладів «без собак, крім собак-поводирів». Варіант цього міфу стосується саме палат парламенту та його іноді застосовують і до кавалер кінг чарльз спанієля.
На вебсайті парламенту Великої Британії йдеться: «Всупереч поширеним чуткам, немає жодного закону парламенту, який би вказував на те, що спанієлям короля Чарльза дозволено бути будь-де у Вестмінстерському палаці. Нам часто ставлять це питання, і ми ретельно його дослідили». Так само немає доказів того, що будь-який такий закон поширювався і на всю Велику Британію. Представник Кінологічного клубу сказав: «Цей закон час від часу цитується. У книгах стверджується, що король Чарльз видав цей указ, але наші дослідники не знайшли його».

## Опис
Історично кавалер кінг чарльз спанієль був маленькою собакою і порівняно з іншими спанієлями є невеликим. Дорослих особин можна порівняти за розміром з підлітками інших більших порід спанієлів. Хвіст зазвичай не купіруваний, шерсть повинна бути шовковистою й помірної довжини. Стандарти стверджують, що на ній не має бути завитків, хоча допускається легка хвилястість. У зрілому віці на вухах, ногах, ногах і хвості може з'явитися оперення. Стандарти вимагають, щоб воно було довгим, причому оперення на лапах є особливо важливим аспектом особливостей породи.
Кавалер кінг чарльз спанієля й англійського той-спанієля часто можна сплутати один з одним. У Сполученому Королівстві англійського той-спанієля називають кінг чарльз спанієль, тоді як у Сполучених Штатах кінг чарльз — це одне із забарвлень той-спанієля. Дві породи мають схожу історію і розійшлися одна від одної лише близько 100 років тому[джерело?]. Існує кілька основних відмінностей між кавалер кінг чарльз спанієлями й англійським той-спанієлем, головною з яких є розмір. У той час як кавалер важить в середньому від 5,9 до 8,2 кг (13 і 18 фунтів), кінг чарльз менший — від 4,1 до 6,8 кг (9 і 15 фунтів). Крім того, їхні риси обличчя, хоч і схожі, але різні; у кавалера вуха посаджені вище, а череп плоский, а у кінг чарльза — куполоподібний. Довжина морди кавалерів має тенденцію бути довшою, ніж у кінг чарльзів.

### Забарвлення
Порода має чотири визнані забарвлення. 
- Кавалери, які мають багато каштанових плям на перламутрово-білому тлі, відомі як бленгейми — на честь Бленгеймського палацу, де Джон Черчилль, виростив для допомоги в полюванні попередників породи Кавалер цього конкретного кольору. У деяких собак бленгейма посередині чола є каштанова пляма, яка називається «плямою Бленгейма»[25]. Ця пляма також відома як знак «Відбиток великого пальця герцогині», що заснований на легенді про те, що Сара Черчилль, герцогиня Мальборо, чекаючи звістки про повернення свого чоловіка з битви при Бленгеймі, натиснула великим пальцем на голову псиці, що була вагітною, у результаті чого п'ять цуценят отримали щасливу мітку після новин про перемогу в битві.

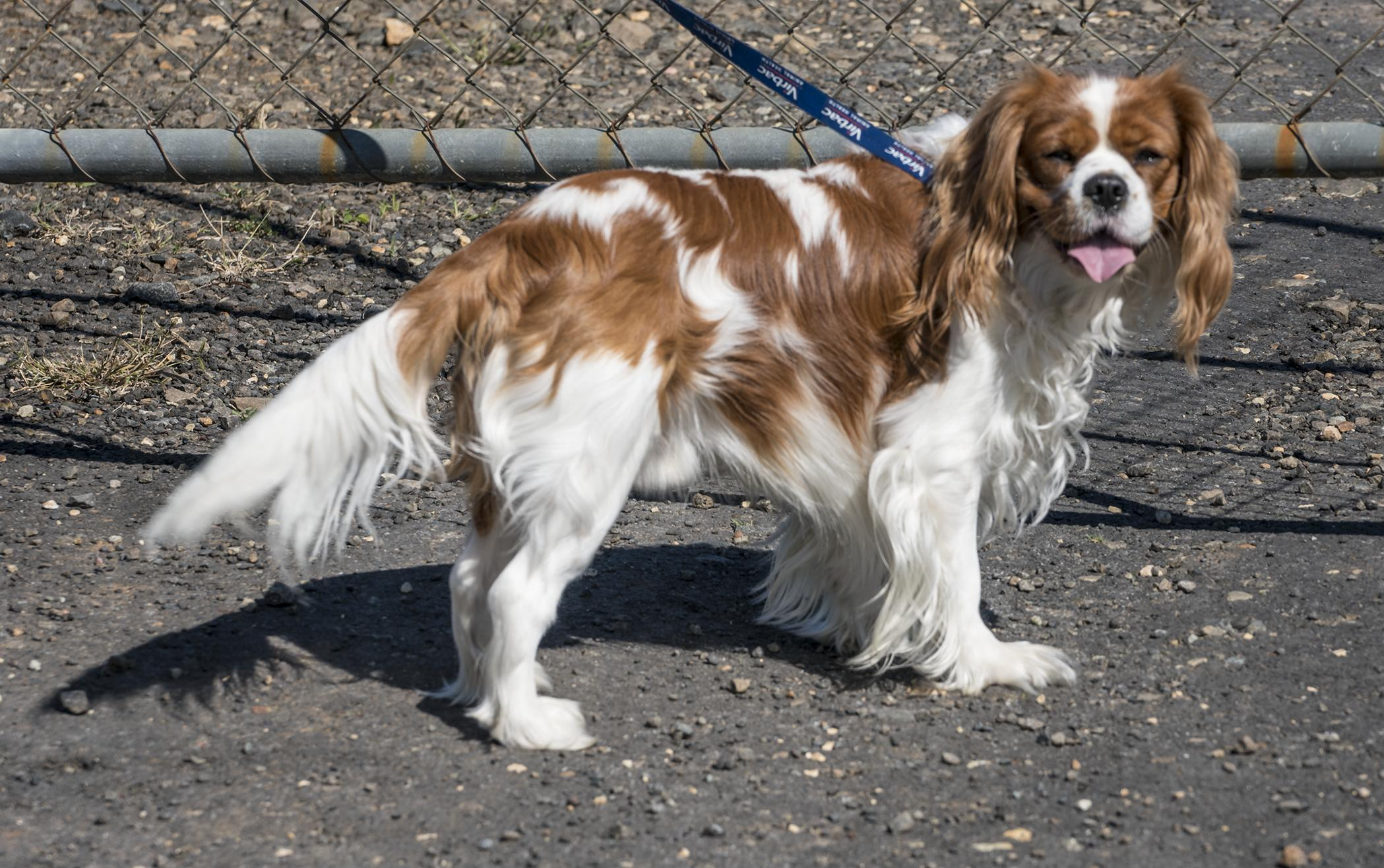
Бленгейм
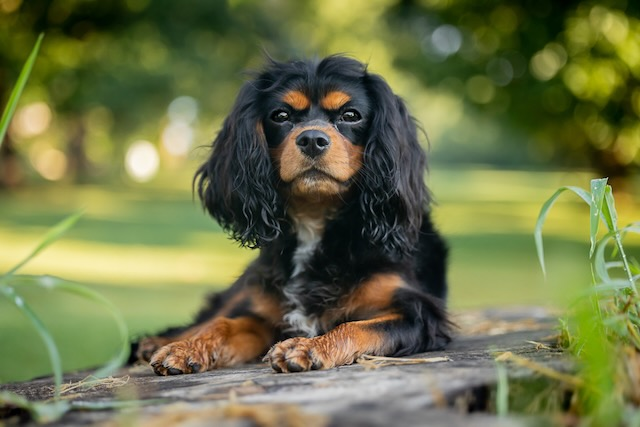
Чорно-підпалі собаки мають чорне тіло з рудим підпалом, зокрема на бровах, щоках, ногах та під хвостом[26]. Чорно-підпалий у кінг чарльз спанієлів посилається на «короля Чарльза»[27].
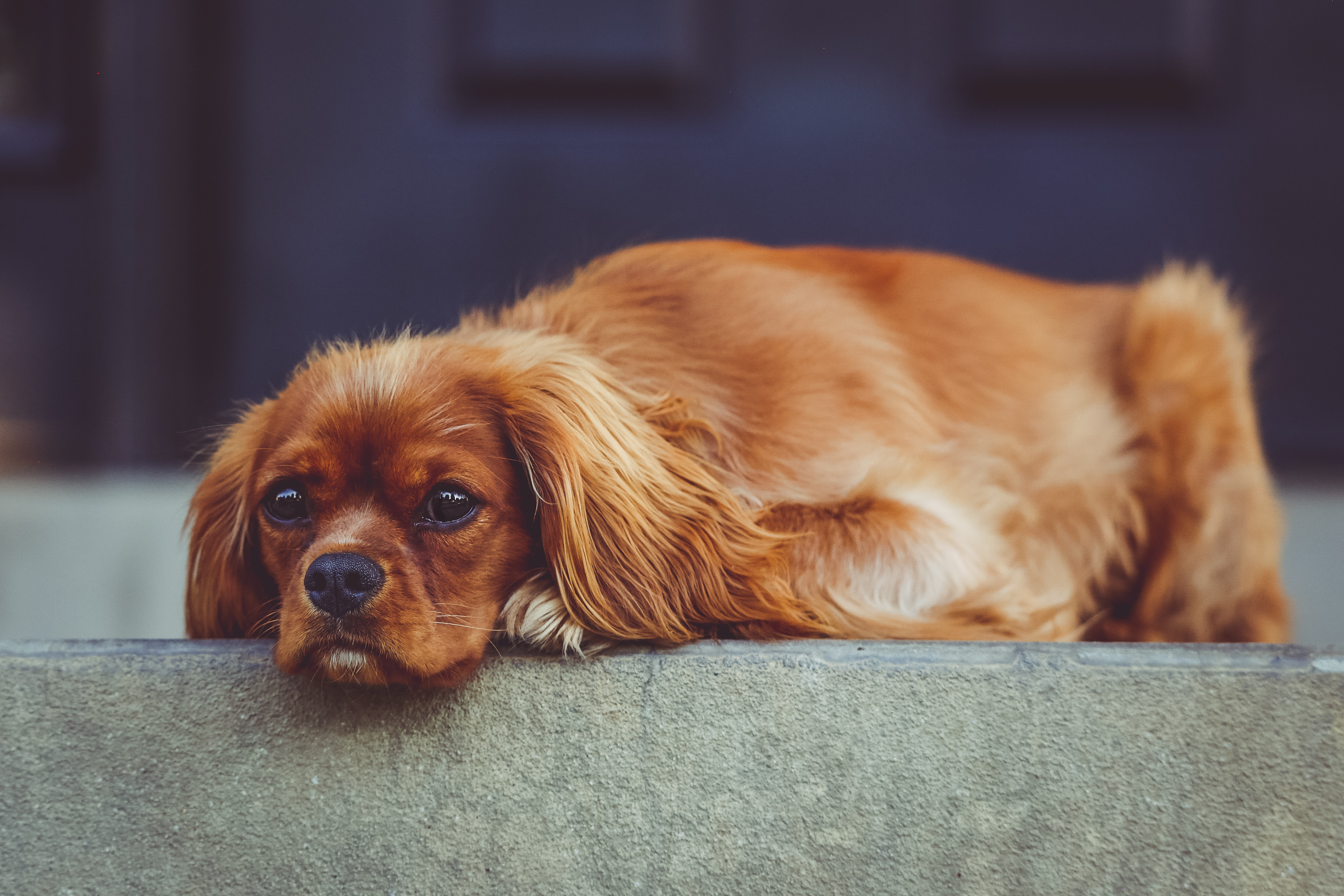
Рубіновий
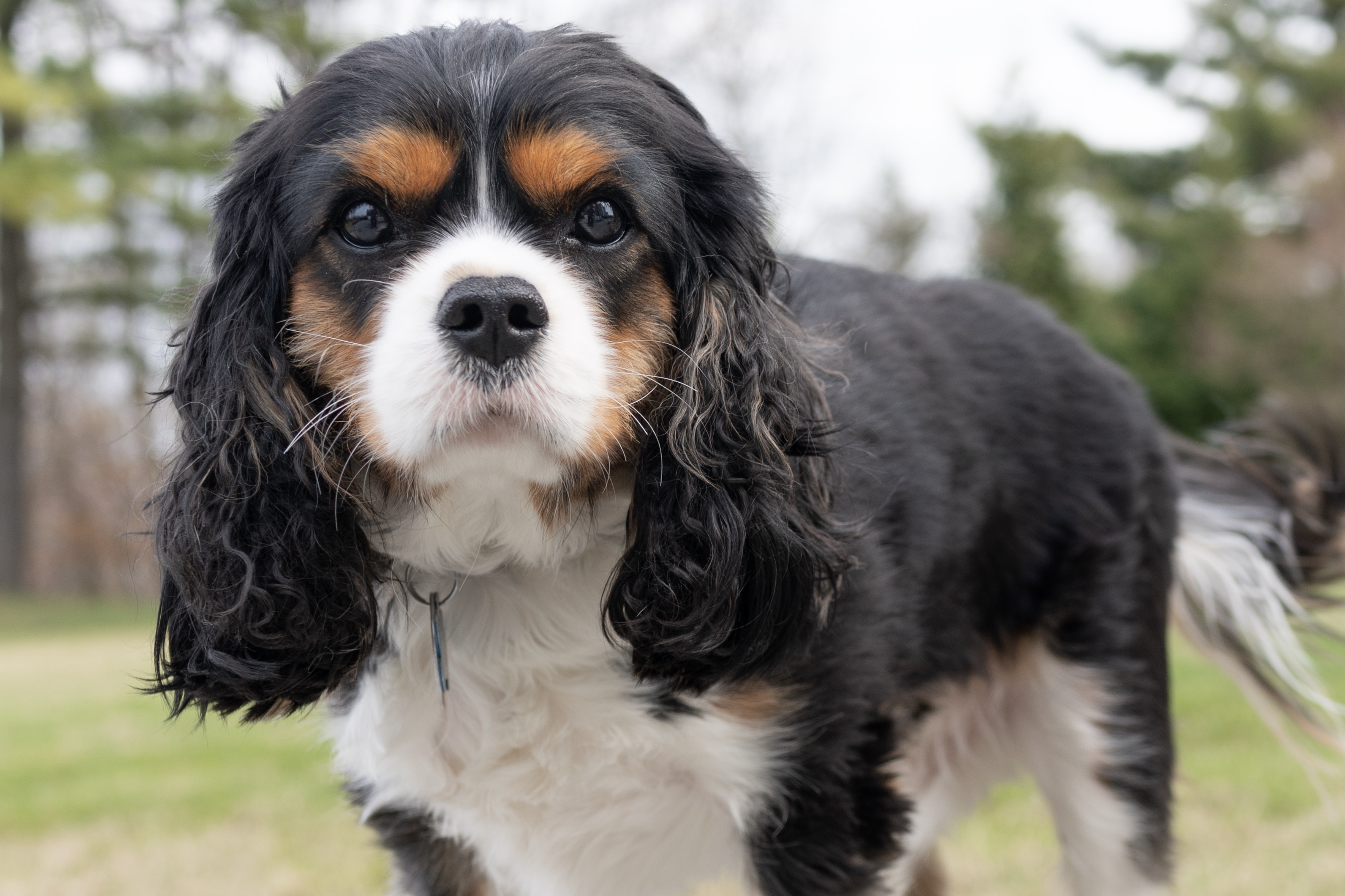
Триколірний

- Рубінові кавалери повинні бути повністю каштановими[28], хоча деякі можуть мати трохи білого кольору в шерсті, що вважається недоліком згідно з правилами виставок Американського кінологічного клубу[29].
- Четвертий колір, відомий як триколірний, є чорно-білим з жовто-коричневими мітками на щоках, всередині вух, на бровах, на внутрішній стороні ніг і на нижній стороні хвоста[26]. Це забарвлення у кінг чарльз спанієлів посилається на «принца Чарльза»[27].  - Бленгейм
  - Чорно-підпалий
  - Рубіновий
  - Триколірний

## Темперамент

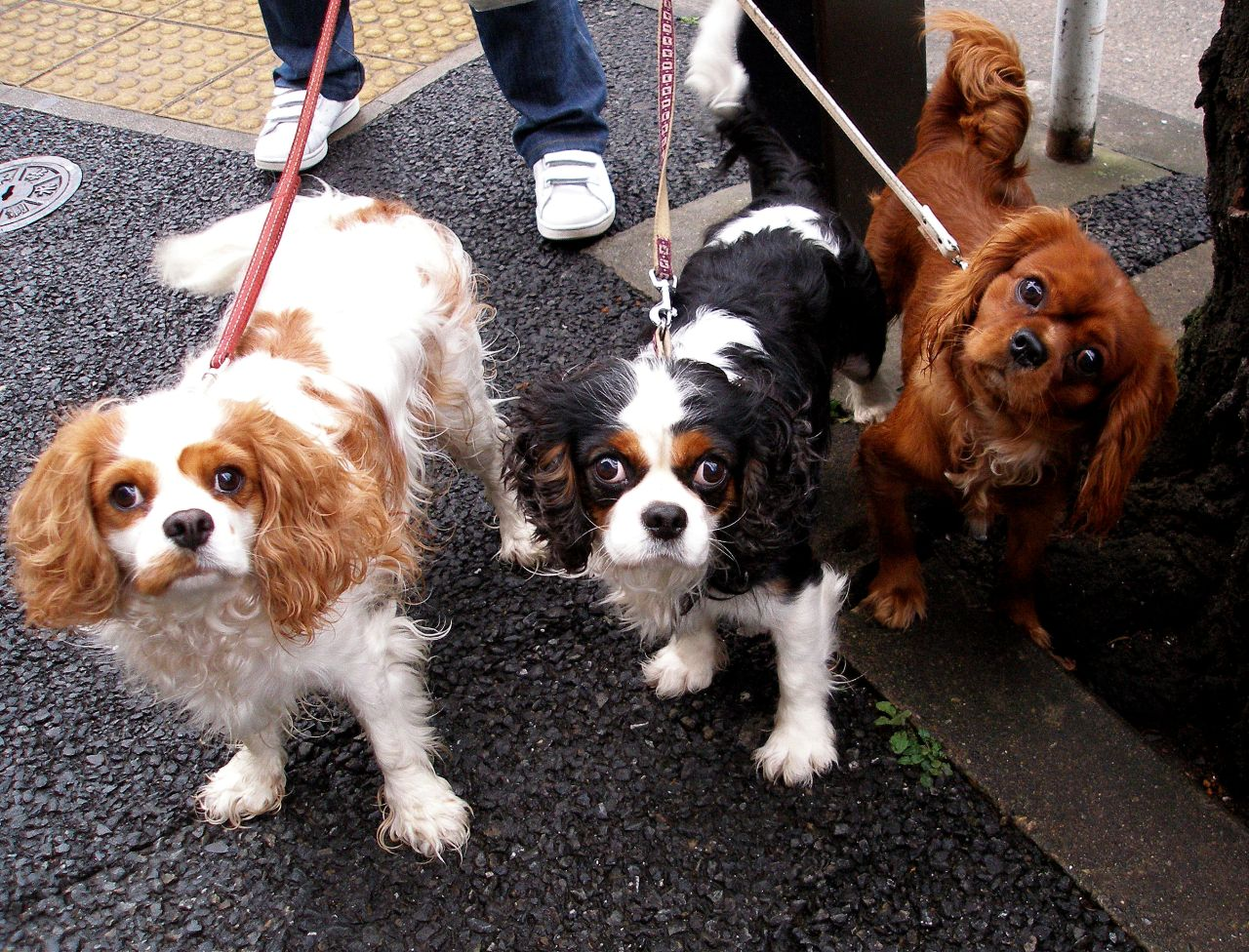
Кавалер кінг чарльз спанієлі

Порода дуже ласкава, грайлива, надзвичайно терпляча та прагне догодити. Таким чином, собаки цієї породи зазвичай добре ладнають з дітьми та іншими собаками. Кавалер не соромиться спілкування з набагато більшими собаками. Вони швидко адаптуються майже до будь-якого середовища, сім'ї та місця, а також підходять для міського та сільського життя. Їхня здатність прив'язуватися до великих і менших собак робить їх ідеальними для будинків, де є собаки кількох порід. У книзі Стенлі Корена «Інтелект собак» кавалери посідають 44-те місце, маючи середній інтелект у роботі та слухняності. 
Оскільки кавалери схильна розглядати всіх незнайомців як друзів, вони не стануть хорошими охоронцями. Спанієлі мають сильний мисливський інстинкт і можуть наражати на небезпеку птахів і дрібних тварин. Однак за умови навчання потенційно можуть жити з різними тваринами.

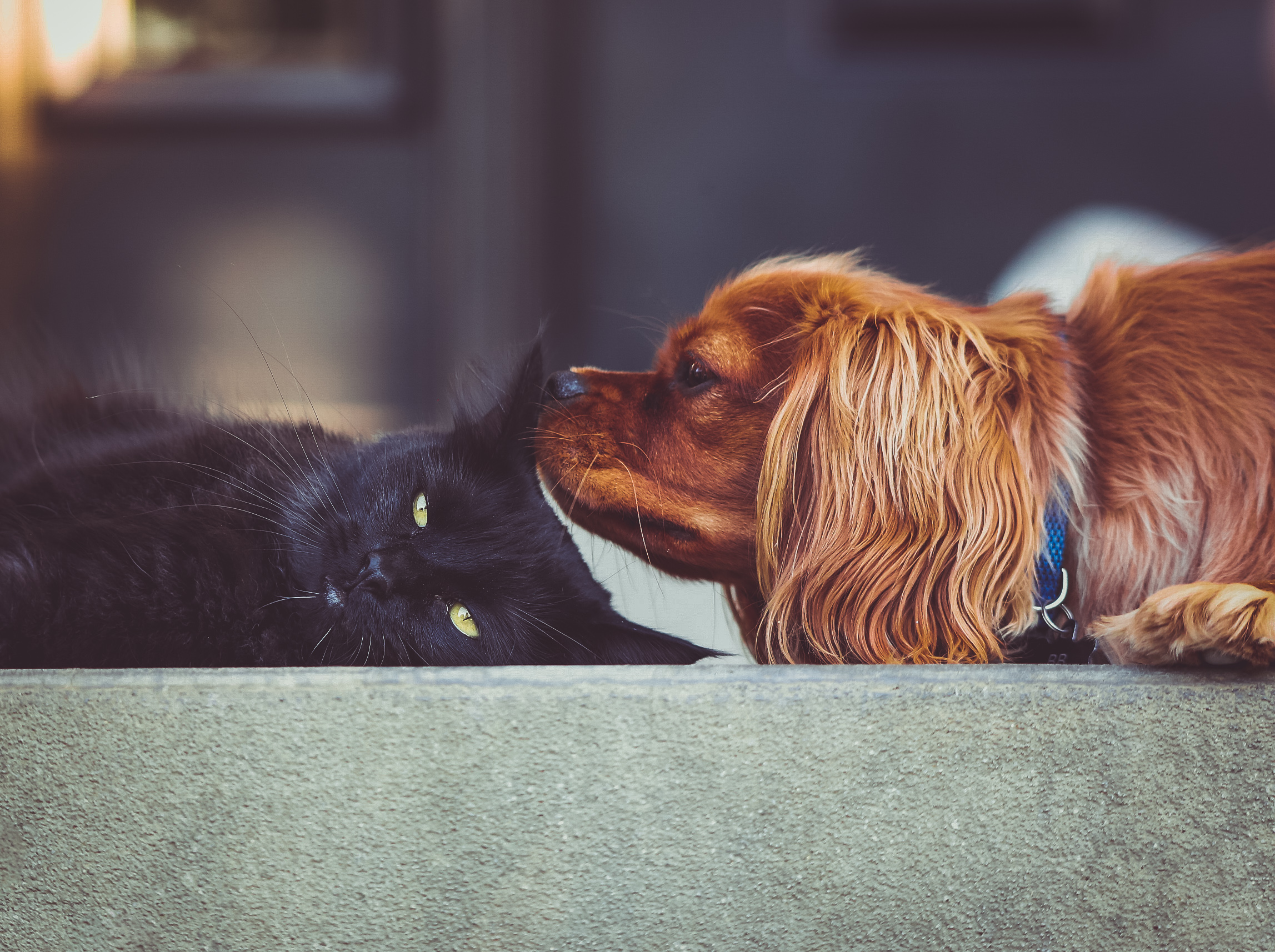
Кавалер кінг чарльз спанієль і кішка

Кавалери від природи зацікавлені та грайливі, а також тактильні, що робить їх чудовими компаньйонами. Представники породи мають інстинкт переслідування більшості об'єктів, які рухаються, включно з транспортними засобами на жвавих вулицях. Окрім цього, кавалери активні й спортивні, успішно виступають на виставках, навчаються слухняності та аджиліті, а також є чудовими собаками-терапевтами завдяки своєму милому, ніжному характеру. Порода пристосовується до своїх потреб у фізичних вправах, та потребує балансу між відпочинком і тривалими прогулянками.
Шерсть кавалера вимагає щотижневого чищення, але не підстригання. Однак деякі власники вважають за краще обрізати довге оперення на лапах, яке може сильно забруднитися під час прогулянок або ігор на вулиці.

## Популярність

Рейгани та їхній кавалер кінг чарльз спанієль Рекс

Кавалер кінг чарльз спанієлі популярні й у масовій культурі. Вони були серед домашніх улюбленців британської прем'єр-міністерки Маргарет Тетчер і президента США Рональда Рейгана та його відомого бленгеймського кавалера на ім'я Рекс. Цю породу також обирала королева Вікторія.
Згідно зі статистикою, опублікованою The Kennel Club, у 2007 році кавалери були шостою за популярністю собакою у Сполученому Королівстві з 11 422 реєстраціями за один рік. Також зростає їхня популярність в Америці: у 1998 році кавалери були 56-ю за популярністю породою, а у 2008 році — вже 25-ю. У статистиці 2008 року порода посіла вищі місця в окремих містах США: 8-ме в Нешвіллі та Міннеаполіс-Сент-Полі, 7-ме в Бостоні, Атланті та Вашингтоні, 6-те в Нью-Йорку та Сан-Франциско. Популярність породи продовжує зростати в США й надалі — у 2022 році кавалери досягли 14 місця, а у 2023 році були четвертими за популярністю в Сан-Франциско та Каліфорнії.

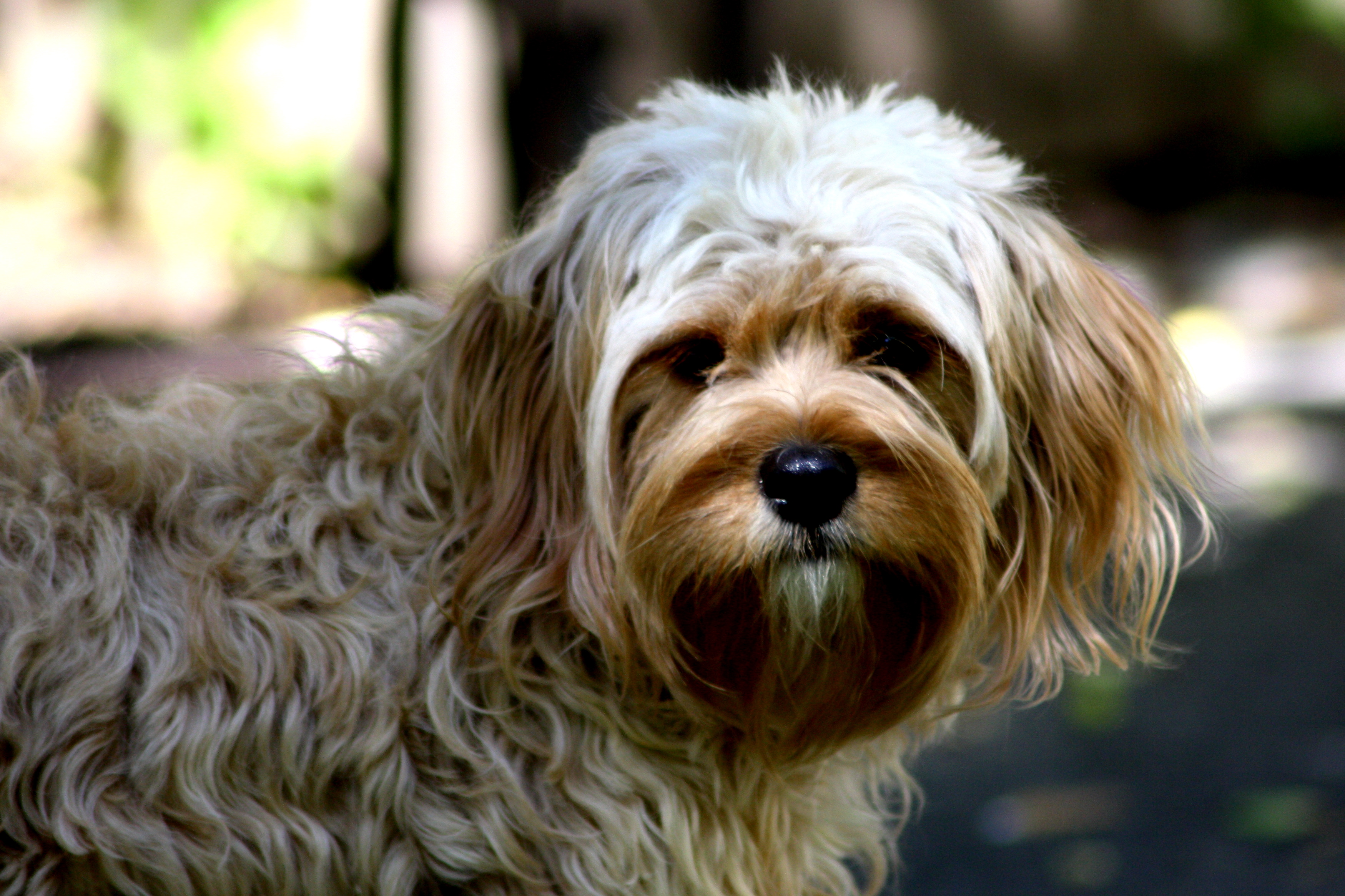
Кавапу – метис кавалер кінг чарльз спанієля та пуделя

Сьогодні кавалери стають популярним вибором у схрещуванні з іншими породами собак, такими як пуделі, хоча слід визнати, що цуценята від такого схрещення є лише метисами, а не окремо визнаними чистокровними собаками, тому не мають права на офіційну реєстрацію.
У 2009 році кавалер був 4-ю за популярністю породою в Австралії з 3196 реєстраціями, поступаючись лише лабрадорам-ретриверам, німецьким вівчаркам і стаффордширським бультер'єрам. Крім того, існують національні клуби породи в Бельгії, Канаді, Чехії, Данії, Фінляндії, Франції, Німеччині, Нідерландах, Новій Зеландії, Норвегії, ПАР, Іспанії та Швеції.

## Здоров'я
Дослідження ветеринарів у Великій Британії у 2022 році показало, що очікувана тривалість життя Кавалерів становить 10,45 року у порівнянні з 11,82 року для помісей. Дослідження 2024 року показало, що очікувана тривалість життя для цієї породи становить 11,8 року порівняно зі середнім показником 12,7 для чистопорідних і 12 для помісей. Японське дослідження даних про кладовища домашніх тварин у 2018 році показало, що очікувана тривалість життя становить 13,1 року в порівнянні з 15,1 року для помісей і 13,7 року загалом.

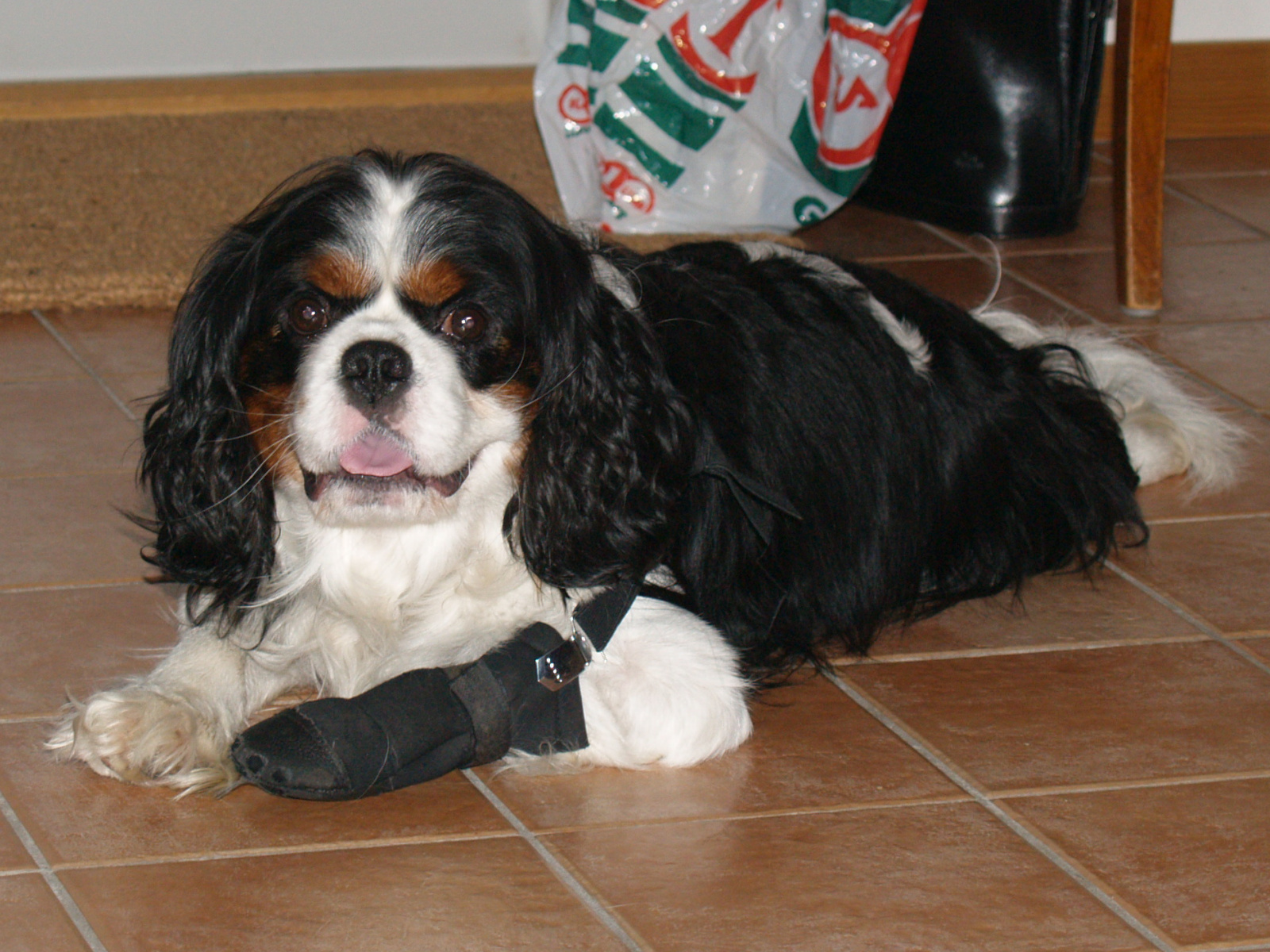
Кавалер кінг чарльз спанієль з бандажем лапи

Кавалери можуть бути помітно схильні до захворювання мітрального клапана, що призводить до серцевої недостатності. Вона з'являється у багатьох собак породи в певний момент їхнього життя і є найпоширенішою причиною смерті. Деякі серйозні генетичні проблеми зі здоров'ям охоплюють ранню недостатність мітрального клапана (НМК), сирингомієлію (СМ), яка може викликати сильний біль, дисплазію кульшового суглоба, вивихи колінної чашечки та спадкові захворювання очей, такі як катаракта та дисплазія сітківки. Оскільки всі сучасні кавалери походять лише від шести собак, будь-яка спадкова хвороба, наявна принаймні в однієї з оригінальних собак-засновників, може передаватися значній частині майбутніх поколінь. Це відоме як ефект засновника і є ймовірною причиною поширеності НМК у породі. Крім того, погане розведення збільшує ймовірність того, що у кавалера розвинеться НМК, тому важливо знайти відповідального заводчика, який працює із собаками зі здоровим серцем. Кавалери також страждають від проблем із вухами, що є поширеною проблемою зі здоров'ям серед спанієлів різних типів.

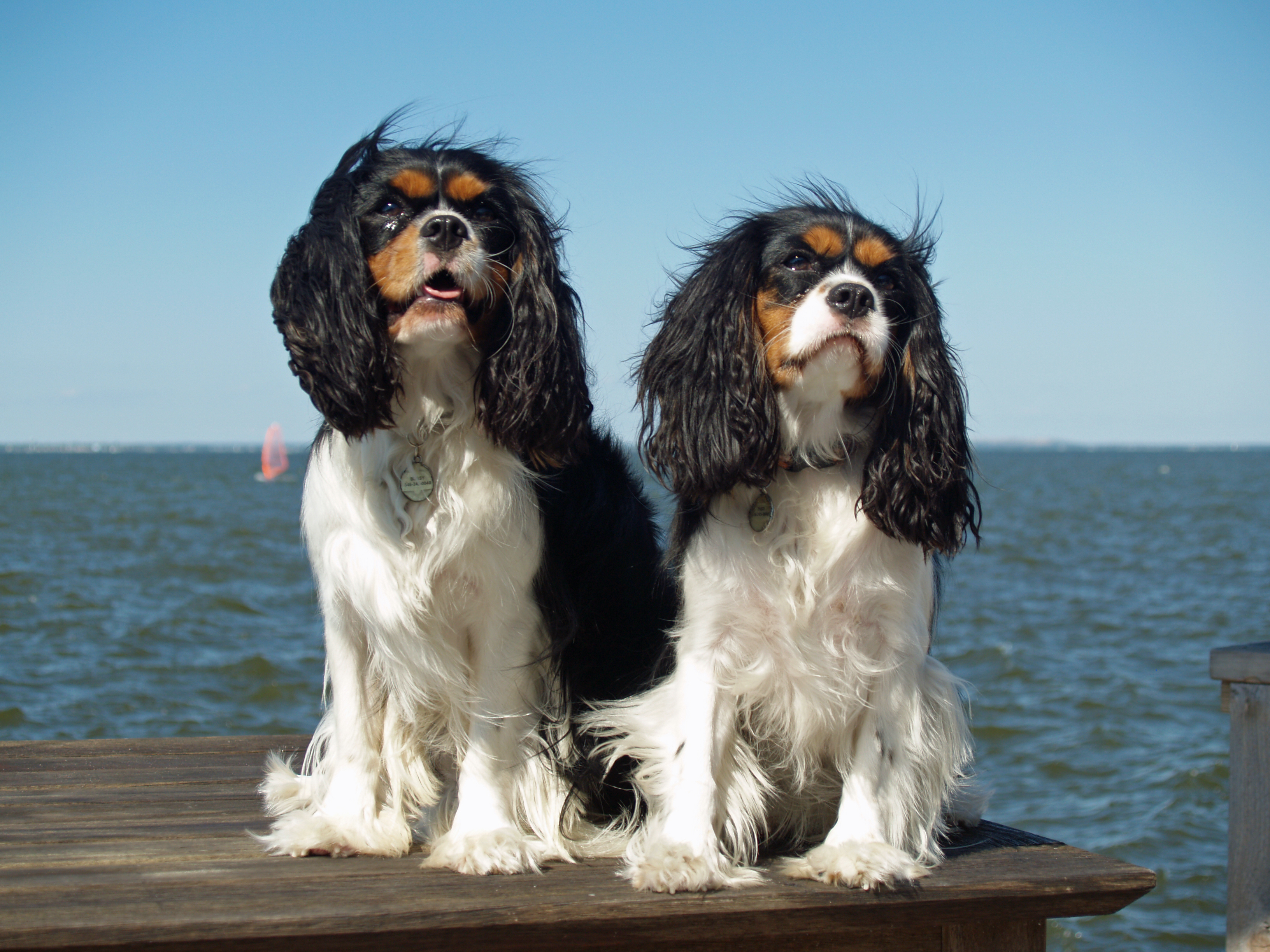
Двоє представників породи

2022 року окружний суд Осло заборонив розведення кавалер кінг чарльз спанієлів у Норвегії через їхню схильність до проблем зі здоров'ям. У своєму вироку суд постановив, що жодна собака цієї породи не може вважатися здоровою, тому використання їх для розведення було б порушенням Закону Норвегії про добробут тварин.

### Недостатність мітрального клапана
Майже всі кавалери з віком мають захворювання мітрального клапана з серцевими шумами, які можуть поступово посилюватися, що призводить до серцевої недостатності. Цей стан є полігенним (вражається кількома генами), і тому всі лінії кавалерів у всьому світі сприйнятливі до захворювання. НМК — головна причина смерті породи. Опитування Кінологічного клубу Сполученого Королівства показало, що 42,8 % смертей кавалерів пов'язані з серцевими захворюваннями. Наступними за поширеністю причинами є рак (12,3 %) і старість (12,2 %). Захворювання може почати проявлятися в ранньому віці, і за статистикою очікується, що воно буде присутнім у більш ніж половини всіх кавалер кінг чарльз спанієлів до 5 років. Відсутність у 10-річного кавалера шуму в серці є рідкістю. У той час як хвороба серця в цілому поширена у собак — кожна десята собака згодом матиме проблеми з серцем — хвороба мітрального клапана зазвичай (як і у людей) є хворобою старості. «Шарнір» на мітральному клапані серця послаблюється і може поступово погіршуватися разом зі стулками клапана, що викликає серцевий шум (оскільки кров просочується через клапан між ударами серця), а потім застійну серцеву недостатність. Кавалери особливо сприйнятливі до серцевих захворювань з раннім початком, які можуть бути очевидними у собак у віці від одного до двох років.

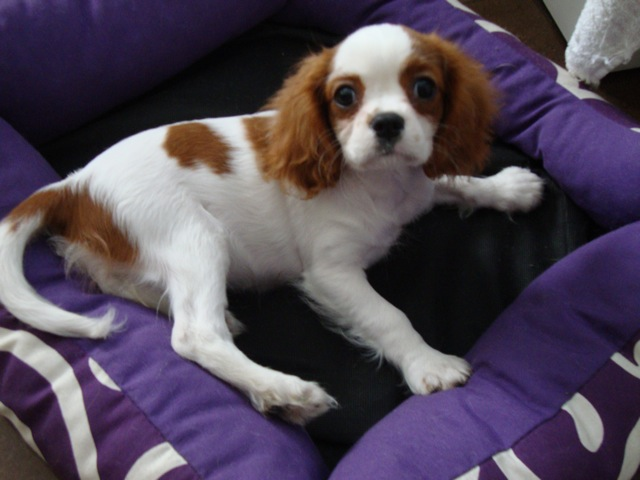
Цуценя кавалер кінг чарльз спанієля

Ветеринарні генетики та кардіологи розробили рекомендації щодо розведення, щоб усунути у породи ранню хворобу мітрального клапана, але незрозуміло, чи дотримується цих рекомендацій статистично значуща кількість розплідників. У 2009 році голова британського клубу кавалерів сказав: «Є багато членів, які все ще не готові перевірити стан свого племінного поголів'я, а з тих, хто це робить, схоже, що багато хто без вагань бере для розведення уражених тварин». Протокол розведення рекомендує, щоб батьки цуценяти були не молодше двох з половиною років і мали здорове серце, а їхні батьки (тобто дідусь і бабуся цуценяти) повинні бути здоровими до 5 років.

### Сирингомієлія
Сирингомієлія (СМ) — це захворювання, що вражає мозок і хребет, викликаючи симптоми від легкого дискомфорту до сильного болю та часткового паралічу. Це викликано вадою розвитку, широко відомою як мальформація Арнольда–Кіарі, у нижній частині черепа, яка зменшує простір, доступний для мозку, стискаючи його та часто витісняючи (грижі) через отвір у спинний мозок. Це блокує потік спинномозкової рідини (СМР) навколо мозку та хребта та підвищує тиск рідини, створюючи турбулентність, яка, своєю чергою, вважається, створює рідинні кишені або сиринкси (звідси термін сирингомієлія) у спинному мозку.

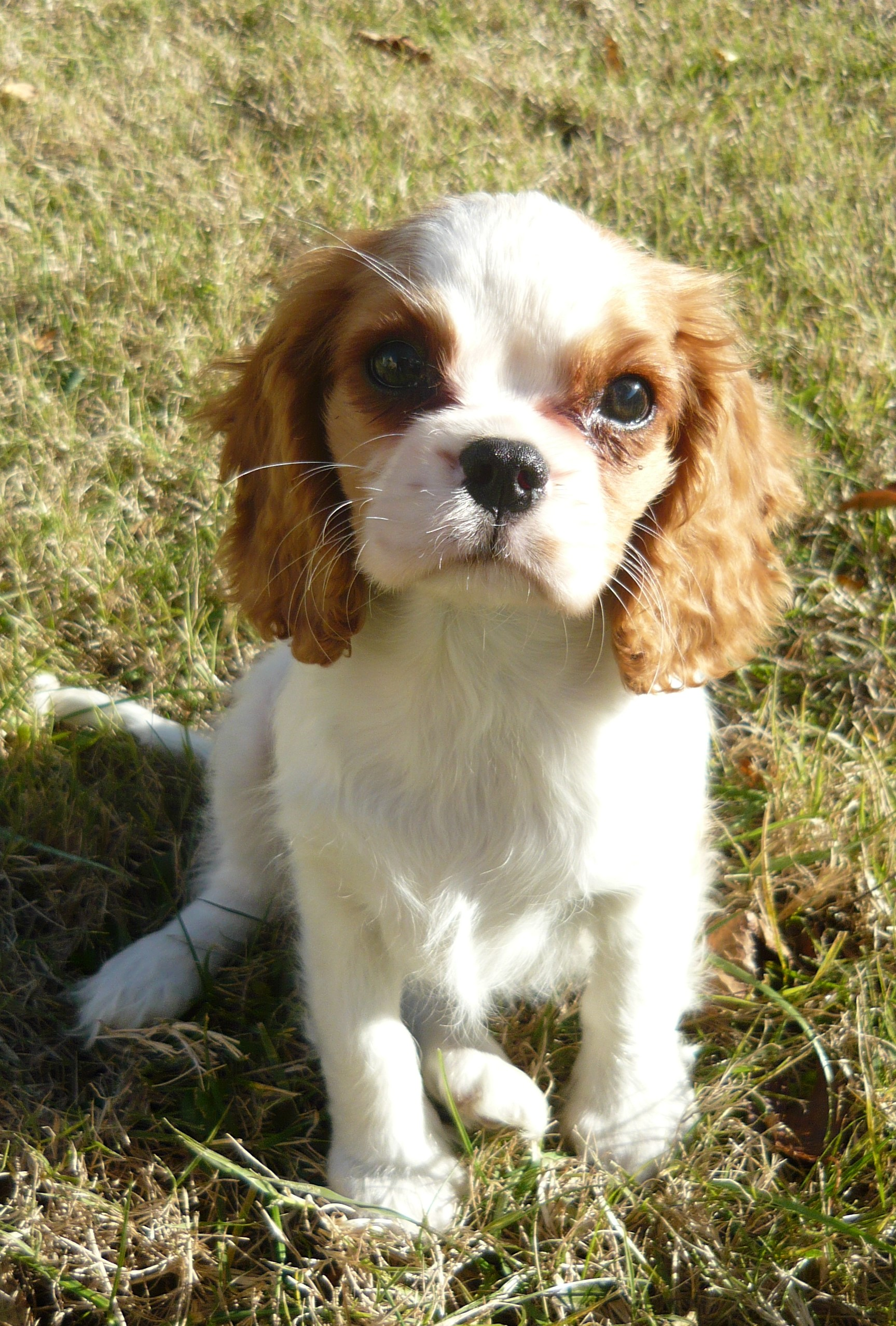
Цуценя кавалер кінг чарльз спанієля

Сирингомієлія рідко зустрічається у більшості порід, але набула широкого поширення серед кавалер кінг чарльз спанієлів, при цьому міжнародні дослідження за останні кілька років незмінно показують, що більше ніж 90 % кавалерів мають порок розвитку, а від 30 до 70 % мають сиринкс. Однак у більшості собак із сиринксами немає симптомів. Попри те, що симптоми сирингомієлії можуть проявлятися в будь-якому віці, вони, за словами дослідниці Клер Расбрідж, зазвичай з'являються у віці від шести місяців до чотирьох років у 85 % собак. 
Симптоми охоплюють чутливість навколо голови, шиї або плечей, про що часто свідчить скиглення або часте дряпання області шиї чи плеча. Подряпини часто односторонні — обмежені однією стороною тіла та часто виникають без фактичного фізичного контакту з тілом («повітряне дряпання»). Дряпання, характерне для СМ, зазвичай погіршується, коли собака одягнена в нашийник, її вигулюють на повідці, або вона збуджена, а також відбуваються перш за все вранці чи ввечері. Якщо захворювання починається в ранньому віці, першою ознакою можуть бути подряпини та/або швидка поява сколіозу. Якщо проблема серйозна часто виникає пропріоцепція, особливо щодо передніх кінцівок. Для діагностування захворювання ветеринари використовують МРТ.

### Синдром епізодичного падіння

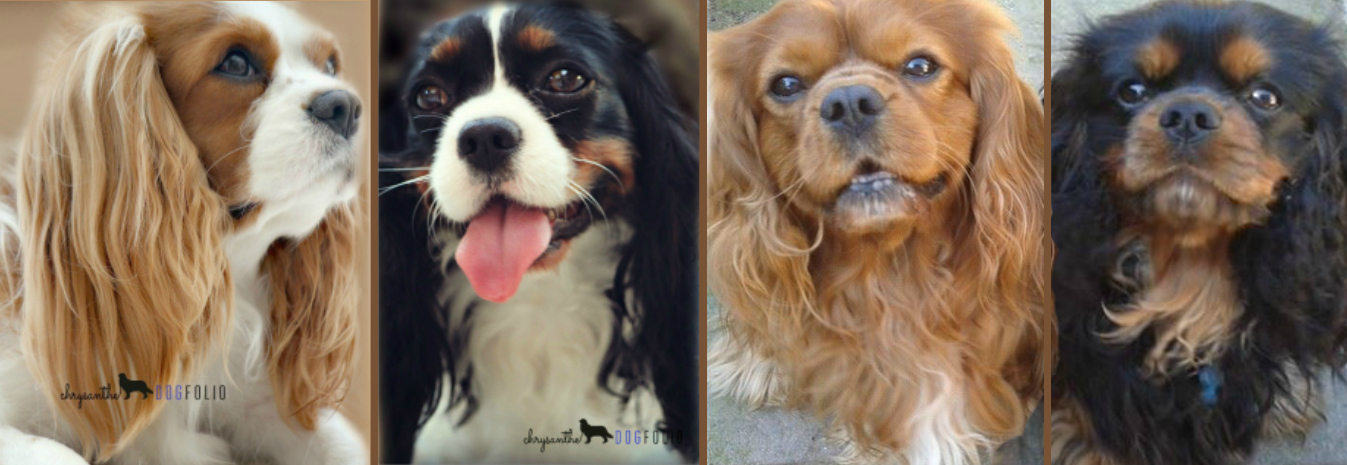
Бленгейм, триколірне, рубінове та чорно-підпале забарвлення

Синдром епізодичного падіння (EF) викликає «пароксизмальний гіпертонус, спричинений фізичним навантаженням», тобто підвищений м'язовий тонус за якого м'язи не можуть розслабитися. Раніше вважалося, що це м'язовий розлад, тепер відомо, що це неврологічне захворювання. EF викликається одним рецесивним геном, і може бути визначеним за допомогою генетичного тесту. За винятком важких випадків, епізоди виникають у відповідь на фізичні вправи, хвилювання або подібні навантаження. Хоча EF часто неправильно діагностують як епілепсію, яка зазвичай призводить до втрати свідомості, під час EF собака залишається у свідомості протягом усього епізоду. 
Зазвичай симптоми з'являються у собаки у віці від 4 місяців до 4 років. Тяжкість симптомів може варіюватися від легкого до епізодів, що тривають годинами. Останні можуть стати більш або менш серйозними, коли собака стає старшою. Це схоже на судоми Скотті (англ. Scotty Cramp), генетичний розлад у шотландських тер'єрів. Орієнтовно 1 % кавалерів страждає від захворювання, а 19 % є носіями. Собаки з цільноколірною шерстю хворіють частіше, ніж із різноколірною.

### Тромбоцитопенія та макротромбоцитопенія
Згідно з останніми дослідженнями в Данії та США, майже половина всіх кавалер кінг чарльз спанієлів може мати вроджене захворювання крові, яке називається ідіопатичною безсимптомною тромбоцитопенією та є аномально низькою кількістю тромбоцитів у крові. Тромбоцити є дископодібними елементами крові, які сприяють її згортанню, надто низька кількість яких є найпоширенішою причиною порушень згортання крові у собак. Тромбоцити в крові багатьох кавалер кінг чарльз спанієлів є поєднанням тромбоцитів нормального розміру та таких, що мають аномально великий розмір — макротромбоцити. Макротромбоцитоз також є вродженою аномалією, виявленою принаймні у третини кавалерів. Ці великі тромбоцити функціонують нормально, і типовий кавалер не відчуває жодних проблем зі здоров'ям через розмір або меншу кількість тромбоцитів.

### Кульшовий та колінні суглоби

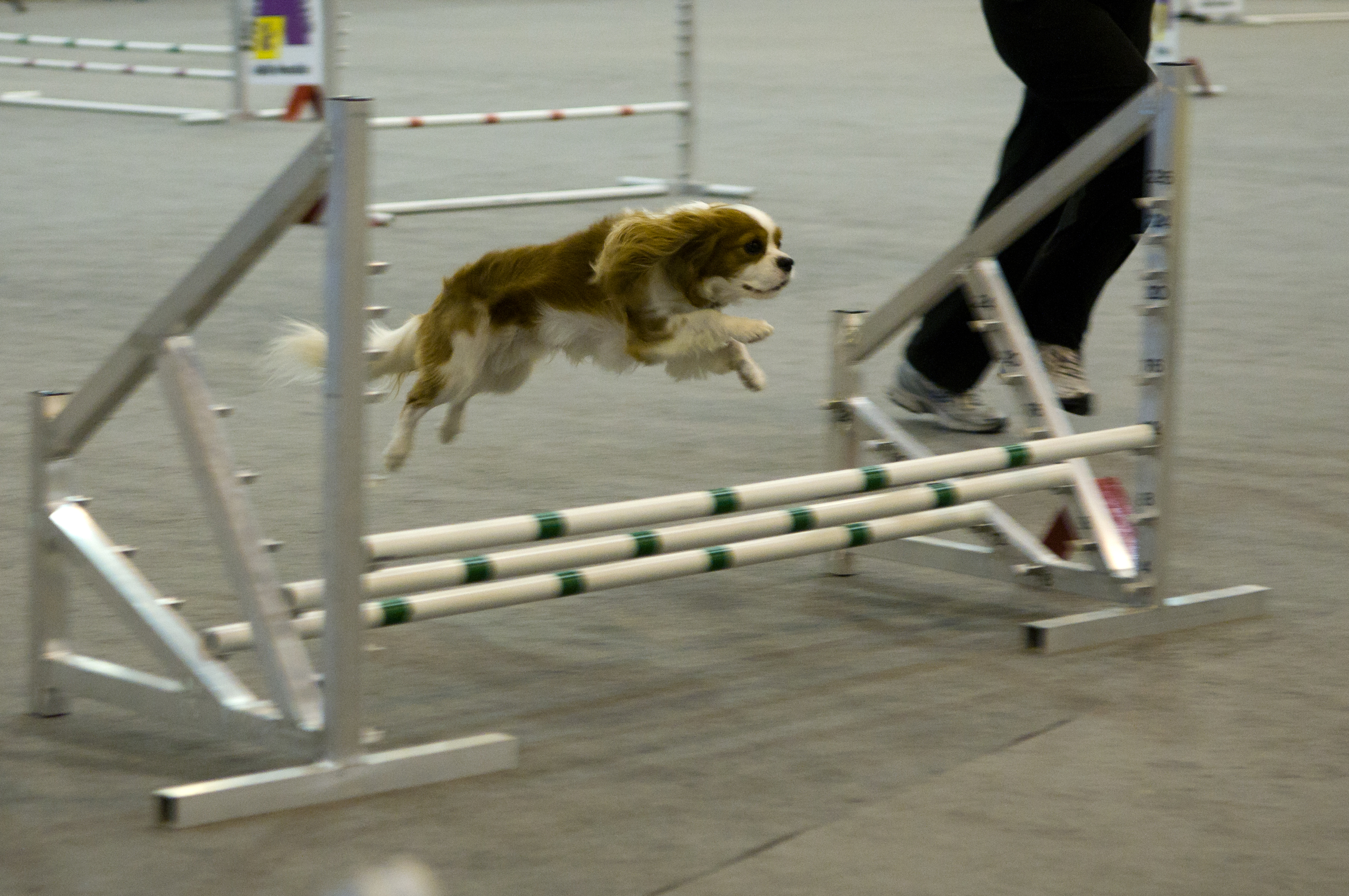
Представник породи у стрибку

Дисплазія кульшового суглоба є поширеним генетичним захворюванням, яке вражає зокрема й кавалер кінг чарльз спанієлів і яке розвивається з віком. Дисплазію кульшового суглоба діагностують за допомогою рентгенівських променів, але зазвичай його не видно на рентгенівських знімках кавалерів, поки вони не стануть дорослими. Проте навіть у дорослих спанієлів з важкою дисплазією рентген не завжди може вказати на захворювання. У серії оцінок Orthopedic Foundation for Animals кавалери посіли 78-ме місце серед 157 порід. Найбільше постраждали такі породи як бульдог, мопс і бордоський дог.
У кавалерів може бути присутнім генетичний дефект стегнової кістки та коліна, який називається вивихом колінної чашечки. Найчастіше такий стан спостерігається у цуценяти віком від 4 до 6 місяців. У найбільш серйозних випадках може бути показаним хірургічне втручання. Система оцінки колінної чашечки варіюється від 1 (напружене коліно) до 4 (коліно настільки вільне, що легко зміщується). Якщо кавалер має оцінку 1–2, фізична реабілітаційна терапія та вправи можуть знизити оцінку та потенційно уникнути операції. 3-4 ступені є найважчими, коли, швидше за все, знадобиться хірургічне втручання, щоб усунути проблему та уникнути розвитку артриту та кульгавості кінцівки.

### Проблеми з очима

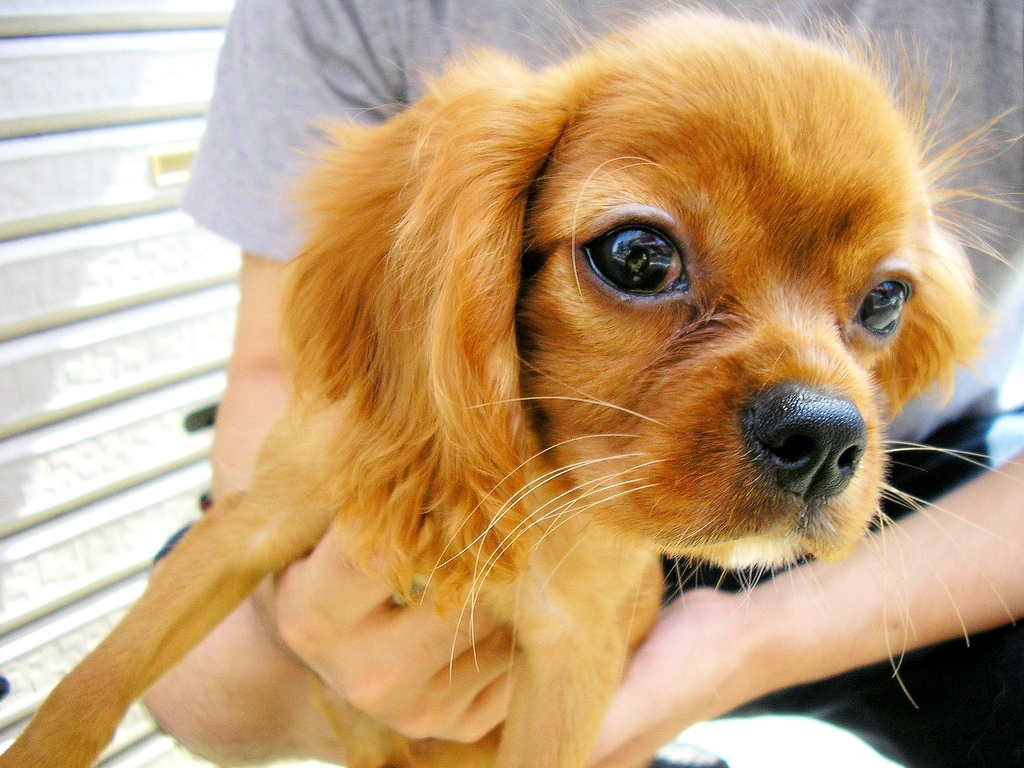
Кавалер кінг чарльз спанієль

Розлад очей, який зазвичай зустрічається у кавалерів, — це сухий кератокон'юнктивіт, відомий як «синдром сухого ока». Зазвичай причиною цього стану є аутоімунна реакція слізної залози собаки, яка зменшує вироблення сліз. Згідно з базою даних спадкових розладів собак, стан потребує постійного лікування, без якого можлива часткова або повна сліпота.
Дослідження кавалерів у 1999 році, проведене Canine Eye Registration Foundation, показало, що в середньому 30 % усіх оцінених представників породи мали проблеми з очима, серед яких спадкова катаракта, дистрофія рогівки, дистихіаз, ентропіон, мікрофтальмія, поступна атрофія сітківки та дисплазія сітківки.

### Проблеми з вухами
Первинний секреторний середній отит (ПССО), також відомий як клейке вухо, складається з дуже в'язкої слизової пробки, яка заповнює середнє вухо собаки та може призвести до випинання барабанної перетинки. Повідомлялося, що ПССО спостерігається майже винятково у кавалерів, і може вражати більше ніж половину з них. Оскільки біль та інші відчуття в області голови та шиї, що є наслідком ПССО, схожі на деякі симптоми, спричинені сирингомієлією (СМ), деякі ветеринари, які проводили обстеження, неправильно діагностували СМ у кавалерів, які насправді мають ПСОМ, а не СМ.
Окрім цього, кавалер кінг чарльз спанієль може бути схильним до форми вродженої глухоти, яка присутня при народженні, через недостатнє формування або ранню дегенерацію рецепторів у внутрішньому вусі, хоча це відносно непоширено. Останні дослідження також виявили, що у кавалерів розвивається поступна втрата слуху, яка зазвичай починається під час щенячого віку і прогресує, поки собака повністю не оглухне, зазвичай у віці від трьох до п'яти років. Вважається, що прогресуюча природа цієї форми глухоти у кавалерів спричинена дегенерацією слухового нерва.